# Nazionale maschile under 15 di football americano degli Stati Uniti d'America
La nazionale di football americano Under-15 degli Stati Uniti d'America è la selezione maschile di football americano di USA Football, che rappresenta gli Stati Uniti d'America nelle varie competizioni ufficiali o amichevoli riservate a squadre nazionali Under-15.
Nel 2017 USA Football è stata espulsa dalla fazione parigina di IFAF (ma non da quella newyorkese) e al suo posto è stata ammessa la USFAF, che gestisce la selezione "USA Eagles". Pertanto per le competizioni gestite dalle due fazioni esistono due diverse nazionali con uguale grado di ufficialità fino a risoluzione della scissione in seno a IFAF.

## Risultati
Legenda: Grassetto: Risultato migliore, Corsivo: Mancate partecipazioni

## Dettaglio stagioni

### Tornei

#### IFAF International Bowl
| Stagione | regular season | regular season | regular season | regular season | regular season | regular season | playoff | playoff | playoff | playoff | playoff | playoff       | playoff    |
|          | Vin            | Par            | Per            | Tot            | PF             | PS             | Vin     | Per     | Tot     | PF      | PS      | risultato     | avversaria |
| -------- | -------------- | -------------- | -------------- | -------------- | -------------- | -------------- | ------- | ------- | ------- | ------- | ------- | ------------- | ---------- |
| 2015     |                |                |                |                |                |                | 0       | 1       | 1       | 0       | 42      | Secondo posto | Canada     |
| Totale   |                |                |                |                |                |                | 0       | 1       | 1       | 0       | 42      |               |            |

Fonte: luckyshow.org

### Riepilogo partite disputate

#### Prima formazione
| Anno | Luogo     | Evento                                               | Fase del torneo | Incontro             | Risultato |
| 2011 | Canton    | USA Football Under-15 International Development Week |                 | Stati Uniti - Svezia | 35 - 0    |
| 2015 | Arlington | International Bowl                                   | Finale          | Stati Uniti - Canada | 0 - 42    |

#### Squadra di sviluppo
| Anno | Luogo  | Evento                                               | Fase del torneo | Incontro                       | Risultato |
| 2011 | Canton | USA Football Under-15 International Development Week |                 | Stati Uniti Dev. - Canada      | 21 - 0    |
| 2011 | Canton | USA Football Under-15 International Development Week |                 | Stati Uniti Dev. - Svezia Blue | 28 - 0    |

## Confronti con le altre nazionali
Questi sono i saldi degli Stati Uniti d'America nei confronti delle nazionali incontrate.

### Saldo negativo
| Nazionale | Giocate | Vinte | Pareggiate | Perse | PF | PS | Ultima vittoria | Ultimo pari | Ultima sconfitta |
| --------- | ------- | ----- | ---------- | ----- | -- | -- | --------------- | ----------- | ---------------- |
| Canada    | 1       | 0     | 0          | 1     | 0  | 42 | -               | -           | 2015             |